# Coty (azienda)
Coty, Inc. è una delle più grandi aziende di profumeria nel mondo. L'azienda produce anche prodotti per la cura del corpo e cosmetici, benché il business principale sia rappresentato dai profumi (il 65% del fatturato). L'azienda è conosciuta anche per le collaborazioni del brand con celebrità per la creazione di profumi, come Beyoncé Knowles-Carter, Lady Gaga, Petr Čech, Céline Dion, Shania Twain, Faith Hill e Jennifer López.. L'azienda ha le sue sedi principali a New York e Parigi.

## Storia
Coty, Inc. è una azienda di profumeria fondata nel 1904, a Parigi, dal profumiere di origine corsa François Spoturno che cambiò il suo cognome in Coty, più francese e più facile da ricordare. Di famiglia borghese, Spoturno imparò a comporre essenze da un amico profumiere, che gli fece scoprire di avere il "naso" adatto per creare profumi. Prima di aprire il suo negozio, in Rue La Boétie, lavorò per un anno alle distillerie di Grasse. Aveva in mente di realizzare un felice binomio tra essenza e presentazione del prodotto. Studiò all'inizio scatole ricoperte di seta, etichette eleganti ma di facile lettura e fu il primo profumiere a servirsi di flaconi di cristallo, realizzati in esclusiva da René Lalique, che era noto come gioielliere, ma agli esordi della sua felice attività come produttore di oggetti in cristallo satinato. Più tardi Coty chiese a Baccarat un flacone per il profumo "L'Or". Si racconta che facesse cadere apposta, in terra un flacone, per inondare le clienti di profumo. In un secondo tempo studiò bottiglie minute, per aprirsi a una più vasta clientela.
Specializzata anche nella produzione di cosmetici ed altri prodotti di bellezza, nel corso degli anni l'azienda ha avuto numerosi cambiamenti di proprietà e di gestione, e si è assestata come una delle principali aziende nel commercio di profumi per uomo e per donna. Il primo profumo lanciato sul mercato da François Coty fu La Rose Jacqueminot, nel 1905, creato insieme a Givaudan. Nel maggio 2005 l'azienda acquista dalla Unilever diversi prestigiosi marchi di profumi quali Calvin Klein, Cerruti, Vera Wang, Chloé e Lagerfeld.
Nel novembre 2019 Coty ha acquisito per 600 milioni di dollari il 51% di Kylie Cosmetics, la società nata  dallo spirito imprenditoriale dell'influencer e giovane miliardaria Kylie Jenner.

## Marchi
I marchi di Coty sono suddivisi in tre categorie: Consumer Beauty, Luxury e Professional Beauty.
Consumer Beauty
- Adidas
- Bourjois
- Clairol
- CoverGirl
- David Beckham
- Katy Perry
- Lacoste
- Max Factor
- Rimmel
- Sally Hansen
- Wella

Luxury
- Marc Jacobs
- Calvin Klein
- Chloé
- Gucci
- Tiffany & Co.
- Hugo Boss
- Balenciaga
- Bottega Veneta
- Alexander McQueen
- Miu Miu

Professional Beauty
- Clairol Professional
- Kadus 
Professional
- Londa Professional
- Nioxin
- OPI
- Sassoon Professional
- Sebastian Professional
- System Professional
- ghd
Professional